# Stifftieae
Stifftieae D.Don, 1830 è una tribù di piante angiosperme eudicotiledoni della famiglia delle Asteraceae.

## Descrizione
Habitus. Le specie di questa voce sono piante annuali, biennali o perenni con portamenti erbacei o arbustivi (piante rampicanti) o arborei.
Foglie. Le foglie lungo il caule sono a disposizione opposta o alternata e in genere sono coriacee. La forma delle lamine è intera con contorno più o meno lanceolato. Le stipole sono assenti.
Infiorescenza. Le infiorescenze sono composte da capolini discoidi, solitari e terminali, raccolti in formazioni panicolate o racemose. I capolini sono formati da un involucro a forma cilindrica, campanulata o globosa, composto da brattee (o squame) all'interno delle quali un ricettacolo fa da base ai fiori (pochi o molti - raramente solitari) di due tipi: tubulosi e ligulati. Le brattee disposte in più serie in modo embricato sono di vario tipo con forme da ovate a lanceolate. Il ricettacolo, a forma piatta, può essere ricoperto da pagliette oppure è nudo.
Fiori. I fiori sono tetra-ciclici (ossia sono presenti 4 verticilli: calice – corolla – androceo – gineceo) e pentameri (ogni verticillo ha 5 elementi). I fiori sono ermafroditi, actinomorfi (raramente possono essere zigomorfi) e fertili. In genere i fiori centrali sono bisessuali e tubulosi; quelli periferici sono ligulati e sterili.
- Formula fiorale:

*/x K {\displaystyle \infty }, [C (5), A (5)], G 2 (infero), achenio
- Calice: i sepali del calice sono ridotti ad una coroncina di squame.
- Corolla: la corolla è bilabiata, actinomorfa o raramente ligulata; i lobi sono lunghi e arrotondati. Il colore varia dal bianco al giallo, dall'arancione al rosso, dal rosa al viola.
- Androceo: gli stami sono 5 con filamenti liberi, glabri o papillosi e distinti, mentre le antere sono saldate in un manicotto (o tubo) circondante lo stilo. Le antere in genere hanno una forma sagittata con base caudata e appendice acuta. Il polline normalmente è tricolporato a forma sferica, più o meno echinato.
- Gineceo: lo stilo, abassialmente glabro (raramente rugoso), è filiforme; gli stigmi dello stilo sono due divergenti. L'ovario è infero uniloculare formato da 2 carpelli. L'ovulo è unico e anatropo.

Frutti. I frutti sono degli acheni con pappo. La forma dell'achenio varia da cilindrica a fusiforme con superficie glabra o sparsamente setosa. Il pericarpo può essere di tipo parenchimatico, altrimenti è indurito (lignificato) radialmente. Il capopodium (il ricettacolo alla base del gineceo) ha delle forme anulari o brevemente cilindriche. I pappi, formati da 3 - 5 serie di setole capillari o barbate o densamente piumose, decidue o persistenti, sono direttamente inseriti nel pericarpo o connati in un anello parenchimatico posto sulla parte apicale dell'achenio. Il colore del pappo è generalmente biancastro, in alcune specie giallo-arancio o rosa. L'endosperma è del tipo cellulare.

## Biologia
- Impollinazione: l'impollinazione avviene tramite insetti (impollinazione entomogama tramite farfalle diurne e notturne).
- Riproduzione: la fecondazione avviene fondamentalmente tramite l'impollinazione dei fiori (vedi sopra).
- Dispersione: i semi (gli acheni) cadendo a terra sono successivamente dispersi soprattutto da insetti tipo formiche (disseminazione mirmecoria). In questo tipo di piante avviene anche un altro tipo di dispersione: zoocoria. Infatti gli uncini delle brattee dell'involucro si agganciano ai peli degli animali di passaggio disperdendo così anche su lunghe distanze i semi della pianta.

## Distribuzione e habitat
L'areale della tribù è limitato al Sud America: la maggior parte delle specie è endemica del Venezuela e della Guyana, alcune del Brasile, altre si trovano in altri paesi della regione andina.

## Tassonomia
La famiglia di appartenenza di questa voce (Asteraceae o Compositae, nomen conservandum) probabilmente originaria del Sud America, è la più numerosa del mondo vegetale, comprende oltre 23.000 specie distribuite su 1.535 generi, oppure 22.750 specie e 1.530 generi secondo altre fonti (una delle checklist più aggiornata elenca fino a 1.679 generi). La famiglia attualmente (2021) è divisa in 16 sottofamiglie.

### Filogenesi
Questa tribù è descritta nell'ambito della sottofamiglia Stifftioideae. La gran parte delle specie di questo gruppo era in passato inquadrata all'interno della tribù Mutisieae (sottotribù Gochnatiinae e Mutisiinae). La sottofamiglia Stifftioideae, nell'ambito della famiglia, occupa una posizione "basale" subito dopo la sottofamiglia Barnadesioideae e della recente sottofamiglia Famatinanthoideae. Questa sottofamiglia è probabilmente un "gruppo fratello" della sottofamiglia Mutisioideae. Stifftieae è una delle due tribù della sottofamiglia (l'altra è la tribù Hyalideae).
L'età di separazione di questo gruppo dal resto della famiglia è stata calcolata variamente e oscilla tra i 27 e 47 milioni di anni fa.
La tribù è suddivisa in due cladi principali: un clade denominato "Gongylolepis Clade" formato dai seguenti generi: Achnopogon, Duidaea, Eurydochus, Glossarion, Gongylolepis, Neblinaea, Quelchia e Salcedoa e un secondo clade denominato "Hyaloseris Clade" (formato dal solo genere "Hyaloseris"). Entrambi formano un "gruppo fratello" e rappresentano il "core" della tribù, mentre il genere Stifftia si trova in posizione basale.
Il "Gongylolepis Clade" include i generi con fiori più o meno bilabiati, ricettacoli senza pagliette (ma pubescenti) e ramificazioni dello stilo lisce. Il  "Hyaloseris Clade" è caratterizzato da foglie a disposizione opposta, capolini omogami, ricettacoli nudi; i fiori in genere sono bisessuali isomorfi con corolle di solito ligulate a 5 denti apicali.
Il cladogramma seguente, tratto dalla pubblicazione citata, presenta la struttura filogenetica semplificata della tribù.
|  | Stifftia                                                                    |
|  |                                                                             |
|  | \| \| "Gongylolepis Clade" \| \| \| \| \| \| "Hyaloseris Clade" \| \| \| \| |
|  |                                                                             |
|  | "Gongylolepis Clade"                                                        |
|  |                                                                             |
|  | "Hyaloseris Clade"                                                          |
|  |                                                                             |

|  | "Gongylolepis Clade" |
|  |                      |
|  | "Hyaloseris Clade"   |
|  |                      |

### Generi della tribù
I generi attualmente attribuiti alla tribù sono 10 con 42 specie:
- Achnopogon Maguire, Steyermark & Wurdack., 1957 (2 spp.)
- Duidaea S.F.Blake, 1931 (4 spp.)
- Eurydochus Maguire & Wurdack, 1958 (1 sp. - Eurydochus bracteatus Maguire & Wurdack)
- Glossarion Maguire, 1957 (2 spp.)
- Gongylolepis R.H.Schomb., 1847 (14 spp.)
- Hyaloseris Griseb., 1879 (7 spp.)
- Neblinaea Maguire & Wurdack, 1957 (1 sp. - Neblinaea promontoriorum Maguire & Wurdack)
- Quelchia N.E.Br., 1901 (4 spp.)
- Salcedoa F. Jiménez Rodr. & Katina, 2004 (1 sp. - Salcedoa mirabaliarum Jiménez Rodr. & Katinas)
- Stifftia J.C.Mikan, 1820 (6 spp.)

Nota: l'unica specie di Dinoseris è stata riconosciuta appartenente al genere Hyaloseris.